# Dehydrohalogenace

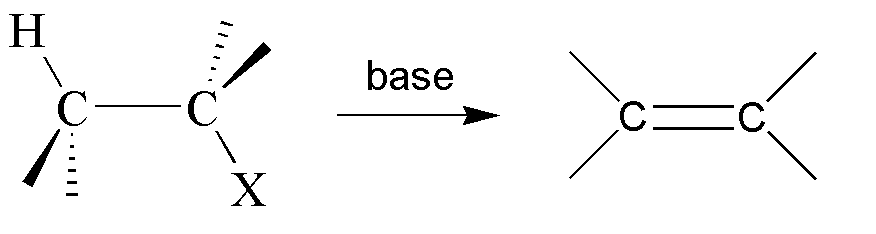
Dehalogenace za vzniku alkenu

Dehydrohalogenace je chemická reakce, při níž se ze substrátu odštěpuje molekula halogenovodíku. Nejčastěji se dává do souvislosti s přípravou alkenů, ale má i jiná využití.

## Dehydrohalogenace alkylhalogenidů
Nejčastějšími substráty dehalogenačních reakcí jsou alkylhalogenidy. Příslušný alkylhalogenid musí mít možnost vytvořit alken, reakce tedy neprobíhá u methyl-, benzyl- a arylhalogenidů. Chlorbenzen při reakci se silnou zásadou vytváří fenol, přičemž vzniká benzyn jako meziprodukt.

### Reakce se zásadou
Za přítomnosti silné zásady se řada alkylhalogenidů přeměňuje na odpovídající alken; tato reakce patří mezi eliminační reakce, konkrétně jde o β-eliminaci. Regioselektivitu lze předpovídat pomocí Zajcevova pravidla. Níže je zobrazeno několik příkladů těchto reakcí:
{\displaystyle {\begin{aligned}{\ce {{\underset {Chlorethan}{^{\beta}CH3-^{\alpha}CH2Cl}}+ KOH}}\ &{\ce {-> {\underset {Ethen}{CH2=CH2}}+ {KCl}+ H2O}}\\{\ce {{\underset {1-chlorpropan}{CH3-CH2-CH2Cl}}+ KOH}}\ &{\ce {-> {\underset {Propen}{CH3-CH=CH2}}+ {KCl}+ H2O}}\\{\ce {{\underset {2-chloropropan}{CH3-CHCl-CH3}}+ KOH}}\ &{\ce {-> {\underset {Propen}{CH3-CH=CH2}}+ {KCl}+ H2O}}\end{aligned}}}
Zde chlorethan reaguje s roztokem hydroxidu draselného v ethanolu, přičemž vzniká ethen. Z 1-chlorpropanu a 2-chlorpropanu vzniká propen.
Reakce alkylhalogenidu s hydroxidem může probíhat společně s SN2 nukleofilní substitucí OH−; alkoholy jsou ovšem menšinovými produkty. Při dehydrohalognacích se často používají silné zásady jako je terc-butoxid draselný ([CH3]3CO− K+).

### Tepelné štěpení
V průmyslu se dehydrohalogenace pomocí silných zásad nevyužívají. Místo toho se využívají tepelné dehydrohalogenační reakce; příkladem může být výroba vinylchloridu z 1,2-dichlorethanu:
CH2Cl-CH2Cl → CH2=CHCl + HCl
Vzniklý HCl lze znovu využít při oxychloraci.
Tepelné defluorace se provádějí za účelem přípravy fluoralkenů a hydrofluoralkenů. Příkladem je příprava 1,2,3,3,3-pentafluorpropenu z 1,1,2,3,3,3-hexafluorpropanu:
CF2HCH(F)CF3 → CHF=C(F)CF3 + HF

## Ostatní příklady

### Výroba epoxidů
Chlorhydriny, sloučeniny s obecným vzorcem R(HO)CH-CH(Cl)R', podléhají dehydrochloraci za vzniku epoxidů. Tato reakce se průmyslově využívá k výrobě propylenoxidu, kterého se získá několik milionů tun ročně z propylenchlorhydrinu.
CH3CH(OH)CH2Cl + KOH → CH3C2H3O + H2O + KCl

### Příprava isokyanidů
Karbylaminová reakce používaná při syntéze isokyanidů reakcí chloroformu s primárními aminy zahrnuje tři dehydrohalogenace. Při první z nich vzniká dichlorkarben:
KOH + CHCl3 → KCl + H2O + CCl2
Další dvě dehydrohalogenace probíhají, stejně jako první, v zásaditém prostředí, a právě při nich se vytvoří isokyanid.